# 西井正典
西井 正典（にしい まさのり、1963年3月18日 - 、B型、滋賀県出身）は、日本の男性アニメーター、アミューズメントメディア総合学院アニメーション学科講師。
山崎理と共にカナメプロダクションを経て南町奉行所の立ち上げに関わった後は、2008年現在に至るまで離れることなく、中核を支え続けている。

## 参加作品

### テレビアニメ
- プラレス3四郎（動画）
- 北斗の拳（動画）
- 機甲戦記ドラグナー（原画）
- 天地無用! GXP（オープニングアニメーション：作画監督）
- 天地無用! 魎皇鬼（メカニック総作画監督）
- 奇鋼仙女ロウラン（オープニングアニメーション：メカニック作画監督）
- The Soul Taker 〜魂狩〜（原画）
- ヴァンドレッド（作画監督補佐）
- 神魂合体ゴーダンナー!!（サブチーフアニメーター、メカニック作画監督、原画）
- 妖しのセレス（原画）
- 地球少女アルジュナ（原画）
- 破邪巨星Gダンガイオー（メカニック総作画監督）
- 機動戦士ガンダムSEED（メカニック作画監督、原画）
- 機動戦士ガンダムSEED DESTINY（メカニック作画監督、原画）
- BURN-UP SCRAMBLE（メカニック作画監督）
- To Heart 〜Remember my memories〜（オープニングアニメーション：原画）
- SeptemCharm まじかるカナン（特技監督）
- 神無月の巫女（メカニック作画監督）
- ガイキング  LEGEND OF DAIKU-MARYU（原画）
- ガン×ソード（チーフアニメーター、メカニック作画監督）
- ゼーガペイン（オープニングアニメーション：原画、本編：メカニック作画監督）
- アイドルマスター XENOGLOSSIA（メカニック作画監督、原画）
- 地球へ…（メカエフェクト作画監督）
- 機動戦士ガンダム00（メカニック作画監督、原画）
- そらのおとしもの（作画協力）
- そらのおとしものf（作画監督）
- スーパーロボット大戦OG -ジ・インスペクター-（メカニック作画監督）
- 宇宙戦艦ヤマト2199（チーフメカニカルディレクター）
- 蒼穹のファフナー EXODUS（メカニック作画監督）
- フルメタル・パニック! Invisible Victory（メカニックディレクター、メカニック作画監督）

### 一般OVA
- 夢次元ハンターファンドラ（メカニックデザイン）
- ドラゴンズヘブン（原画）
- 魔龍戦紀（2話原画）
- 戦国奇譚 妖刀伝（原画）
- 破邪大星ダンガイオー（作画監督、原画）
- 冥王計画ゼオライマー（作画監督、原画）
- 吸血姫美夕（作画監督）
- 冒険!イクサー3（作画監督）
- A.D.POLICE（原画）
- 戦ー少女イクセリオン（キャラクターデザイン、作画監督）
- 超時空世紀オーガス02（作画監督）
- モルダイバー（作画監督）
- バブルガムクライシス PART6 RED EYES（原画）
- プラスチックリトル（原画）
- ああっ女神さまっ（作画監督）
- サクラ大戦 轟華絢爛（原画）
- DETONATORオーガン（作画監督、原画）
- 電脳戦隊ヴギィ'ズ★エンジェル（原画）
- 間の楔（原画）
- てなもんやボイジャーズ（原画）
- 戦闘妖精雪風（作画監督補佐、原画）
- 異世界の聖機師物語（メカ作画監督）

### 18禁OVA
- ガイ -妖魔覚醒-（原画）
- リヨン伝説フレア2（原画）

### 劇場アニメ
- サイレントメビウス（作画監督）
- サイレントメビウス2（作画監督）
- 餓狼伝説 -THE MOTION PICTURE-（原画）
- ああっ女神さまっ（原画）
- 劇場版 機動戦士ガンダム00 -A wakening of the Trailblazer-（メカニック作画監督）
- 宇宙戦艦ヤマト2199 星巡る方舟（チーフメカニカルディレクター）

### 一般ゲーム
- 3×3 EYES 〜三只眼變成〜（キャラクターデザイン、作画監督、原画）
- 70年代風ロボットアニメ ゲッP-X（原画）
- サーヴィランス 監視者（原画）

### 18禁ゲーム
- パワースレイブ（アニメーションキャラクターデザイン、作画監督、原画）